# Shirley Stelfox
Shirley Rosemary Stelfox (Dukinfield, 11 aprile 1941 – 7 dicembre 2015) è stata un'attrice britannica.

## Filmografia parziale

### Cinema
- L'ossessione del mostro (Corruption), regia di Robert Hartford-Davis (1968)
- Carry On at Your Convenience, regia di Gerald Thomas (1971)
- Orwell 1984 (Nineteen Eighty-Four), regia di Michael Radford (1984)
- Personal Services, regia di Terry Jones (1987)
- Butterflies & Diamonds, regia di Veronica J. Valentini (2015)

### Televisione
- Coronation Street - serie TV, 11 episodi (1964-1994)
- Brookside - serie TV, 7 episodi (1987)
- Knights of God - serie TV, 7 episodi (1987)
- Making Out - serie TV, 23 episodi (1989-1991)
- Three Seven Eleven - serie TV, 16 episodi (1993-1994)
- Common As Muck - serie TV, 5 episodi (1994-1997)
- Lucy Sullivan Is Getting Married - serie TV, 16 episodi (1999-2000)
- Valle di luna (Emmerdale) - serie TV, 971 episodi (2000-2015)